# Steve Hickner
Steve Hickner est un réalisateur, scénariste et producteur américain, évoluant dans le domaine de l'animation.
Hickner débute dans les années 80 en étant storyboardeurs et scénariste, notamment pour la série Pac-Man. Il va être aussi animateur pour les studios Disney pour les films Taram et le Chaudron magique et Basil, détective privé.
Il va ensuite devenir producteur et va produire les films de la société Amblimation de Steven Spielberg. En 1998, il réalise son premier film Le Prince d'Égypte. Il va ensuite beaucoup travailler comme storyboardeur pour nombreux films des studios de DreamWorks Animation.
En 1999, il est nommé avec Simon Wells et Brenda Chapman pour le Meilleur achivement individuel à la réalisation d'un long-métrage d'animation aux Annie Awards de 1999. Ils ne remportent pas la récompense mais Hickner se consolera en 2001, en remportant le titre de Meilleure première animation pour la sortie vidéo lors des Video Premiere Award.

## Filmographie sélective

### Réalisateur
- 1998 : Le Prince d'Égypte coréalisé avec Simon Wells et Brenda Chapman
- 2004 : Le Roi de Las Vegas (2 épisodes)
- 2007 : Bee Movie : Drôle d'abeille coréalisé avec Simon J. Smith
- 2011 : Book of Dragons (court-métrage)

### Producteur
- 1988 : Qui veut la peau de Roger Rabbit (Coordinateur de production)
- 1989 : La petite sirène (manager de production assistant)
- 1991 : Fievel au Far West (producteur associé)
- 1993 : Les Quatre Dinosaures et le Cirque magique
- 1995 : Balto, chien-loup, héros des neiges
- 2000 : Joseph, le roi des rêves (producteur exécutif)

### Storyboardeur
- 2000 : La route d'Eldorado (storyboardeur assistant)
- 2005 : Madagascar (storyboardeur assistant)
- 2006 : Nos voisins, les hommes (storyboardeur assistant)
- 2010 : Shrek 4, il était une fin (storyboardeur assistant)
- 2010 : Kung Fu Panda : Bonnes fêtes

### Animateur
- 1985 : Taram et le Chaudron magique
- 1986 : Basil, détective privé
- 1998 : Fourmiz
- 2004 : Gang de requins
- 2010 : Kung Fu Panda : Bonnes fêtes